# 六盘水南站
六盘水南站位于贵州省六盘水市钟山区市区南郊。是成都铁路局路网性编组站，系集团公司“三大三小”编组站中的“三小”之一。车站在路网中担当沪昆铁路、水柏铁路、内六铁路3条线货物列车的到发、编组、解体和改编作业。

## 技术状况
车站为单向三级设计，暂按单向二级三场布置：
- 到达场设到发线9条，预留4条
- 调车场：4个线束32股道设计。现建成18条，其中，中轴线南侧4条，北侧14线。最北侧6线兼株六线发车线（编发线）。调车场尾部能力3050辆/日。
- 下行出发场到发线7条（含正线）
- 点连式双推单溜自动化驼峰头部设计能力3800辆/日。峰下采用六号对称道岔，5m间距交叉渡线。

受调车场容车能力限制，日解编能力3600辆，日设计编组能力为6500辆。

## 历史
1998年6月26日开工建设。是九五期间铁道部“决战西南”，同步建设建成“三线一站”：株六复线、内昆线、水柏线以及六盘水南编组站。六盘水南站2002年5月建成交付运营。总投资8.07亿元。占地面积1988亩，土石方工程867.48万平方米，正线铺轨9.609千米，站线铺轨55.935千米，房屋面积33288平方米。